# Квай
Квай, або точніше Кхвеяй (тайск. แม่น้ำ แคว ใหญ่, чит. «Менамкхвеяй», букв. «Великий приплив», англ. Khwae Yai, Kwai) — річка на північному заході Таїланду. Отримала світову популярність завдяки фільму «Міст через річку Квай».
Добові коливання рівня води в річці досягають півтора метра.

## Кінематограф і зміна назви
До 1960-х років річка вважалася частиною річки Меклонг. У роки Другої світової війни у місті Канчанабурі під час спорудження японцями Тайсько-Бірманської залізниці силами військовополонених був споруджений міст через річку. Історія будівництва мосту лягла в основу роману П'єра Буля «Міст через річку Квай», де місце дії було перенесено на праву притоку Меклонга, річку Кхве (букв. «приплив»), назва якої була спотворена. Фільм, знятий за книгою, приніс мосту всесвітню славу (зйомки фільму були виконані на Цейлоні).
Завдяки фільму міст став важливим місцем для туристів і прочан, і в туристичному середовищі річка стала широко відома під назвою «Квай». Таїландський уряд вирішив упорядкувати назву річки в часткову відповідність із фільмом, перейменувавши річку Кхве в Кхвеной (букв. «малий приплив»), а частина річки Меклонг була перейменована в Кхвеяй (букв. «великий приплив»).
На берегах цієї річки проходили також зйомки такого відомого фільму, як «Мисливець на оленів».

## Туризм

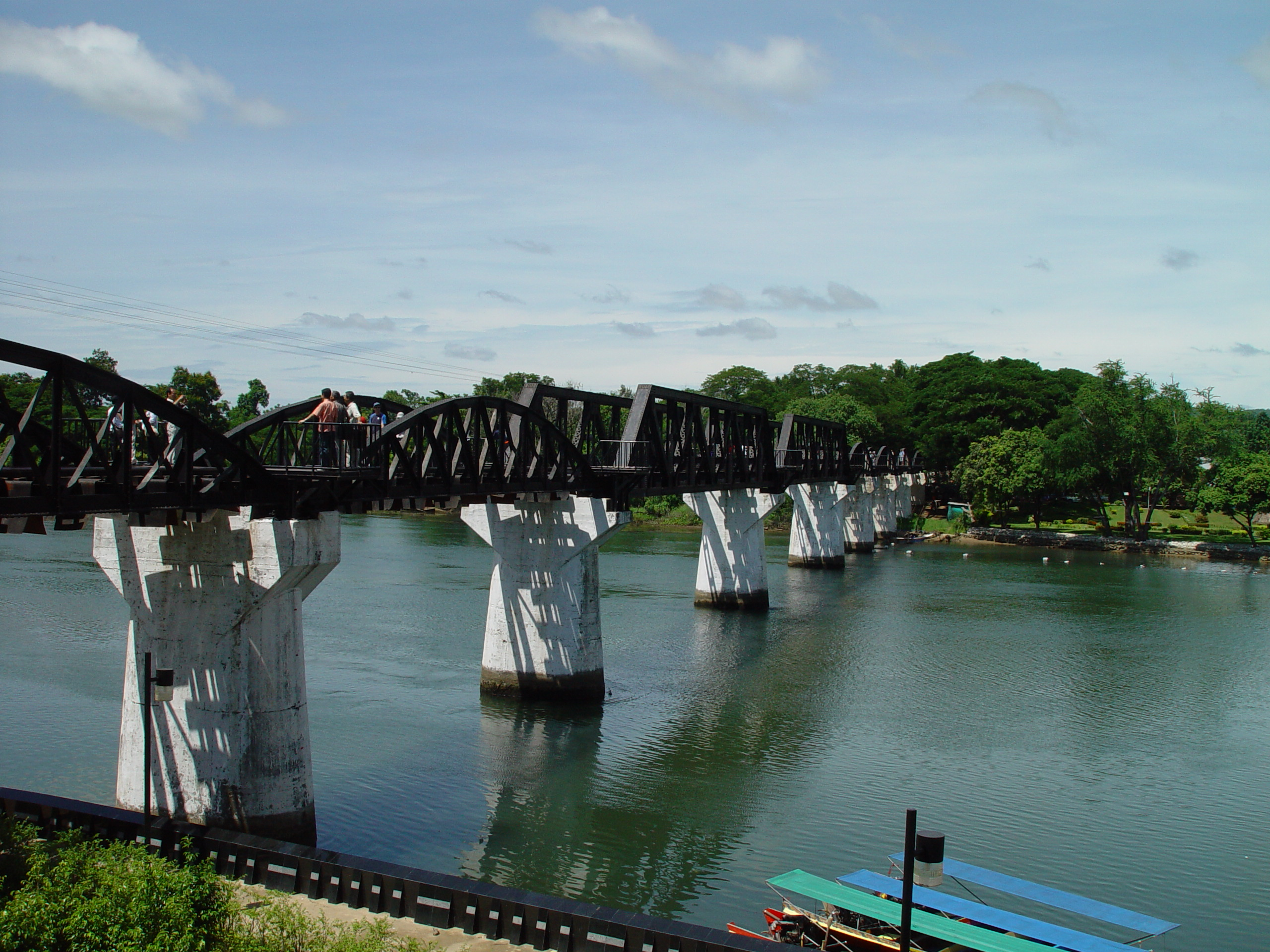
той самий міст

Річка Кхве — популярне місце туризму. На березі річки знаходиться слонова ферма, різного роду готелі, в тому числі і плавучі, туристи також плавають по річці на плотах і на баржах. Екскурсія по річці включає також відвідування залізниці та термальних джерел, що розташовані поблизу річки.

## Гідроенергетика

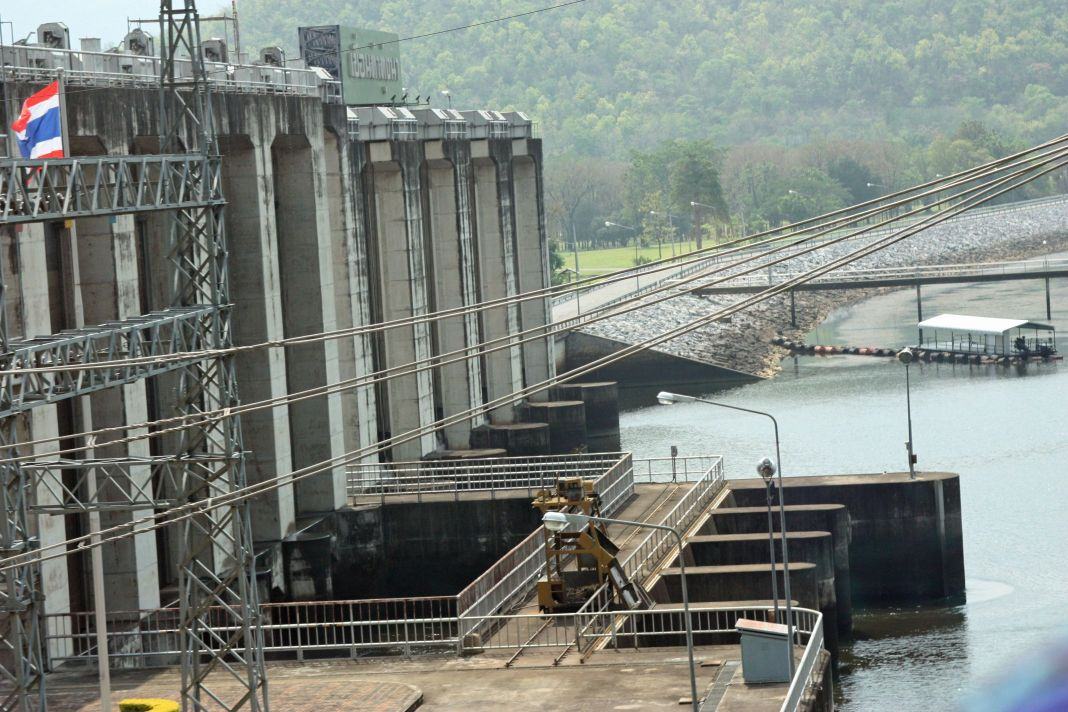
Гідроелектростанція Тхатхунгна

На річці Кхвеяй нині працюють дві гідроелектростанції:
- Гідроелектростанція Шрінагаріндра, названа на честь принцеси Шрінагаріндри, має потужність 720 МВт і середньорічне вироблення 1185 ГВт·год. Водосховищна гребля, споруджена в 1980 році, утворює водосховище з граничною місткістю 17 745 млн м ³. Середньорічний стік води у водосховищі становить 4457 млн м ³. Нормальний рівень води 180 м над рівнем моря.
- Гідроелектростанція Тхатхунгна має потужність 38 МВт і середньорічне вироблення 165 ГВт·год. Гребля, споруджена в 1982 році, утворює водосховище з граничною ємністю 54800000 м³. Нормальний рівень води 59,7 м над рівнем моря.

У 1970-х роках також розроблявся проект греблі Намчон у верхів'ях річки з електростанцією потужністю 580 МВт. Водосховище мало б затопити розлогі території переважно в провінції Тах, які служать місцем проживання гірським племенам карен і монов. Через протести громадськості, викликаних побоюваннями руйнування екосистеми верхів'я річки і втрати природного комплексу, який вважається національним надбанням, в 1988 році проект був покладений на полицю, хоча про його скасування уряд Таїланду не заявив.

## Галерея

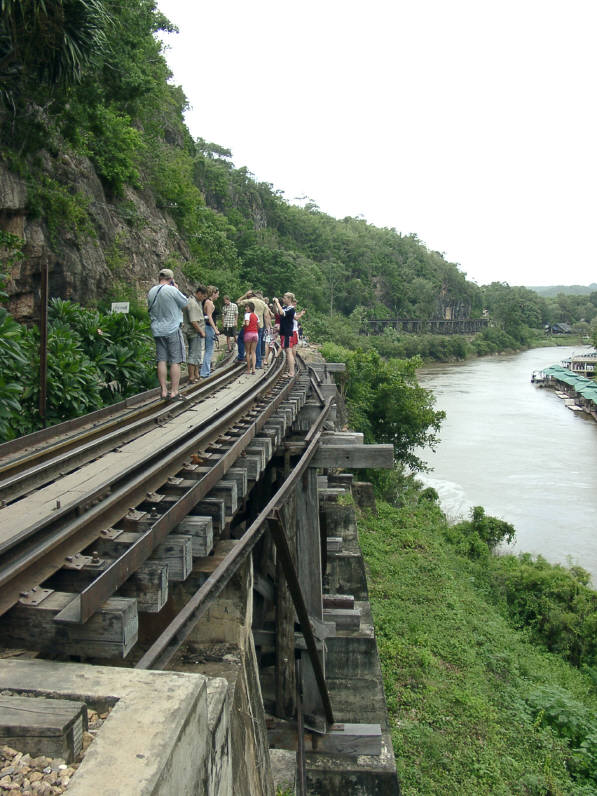
Залізниця поруч із річкою Квай
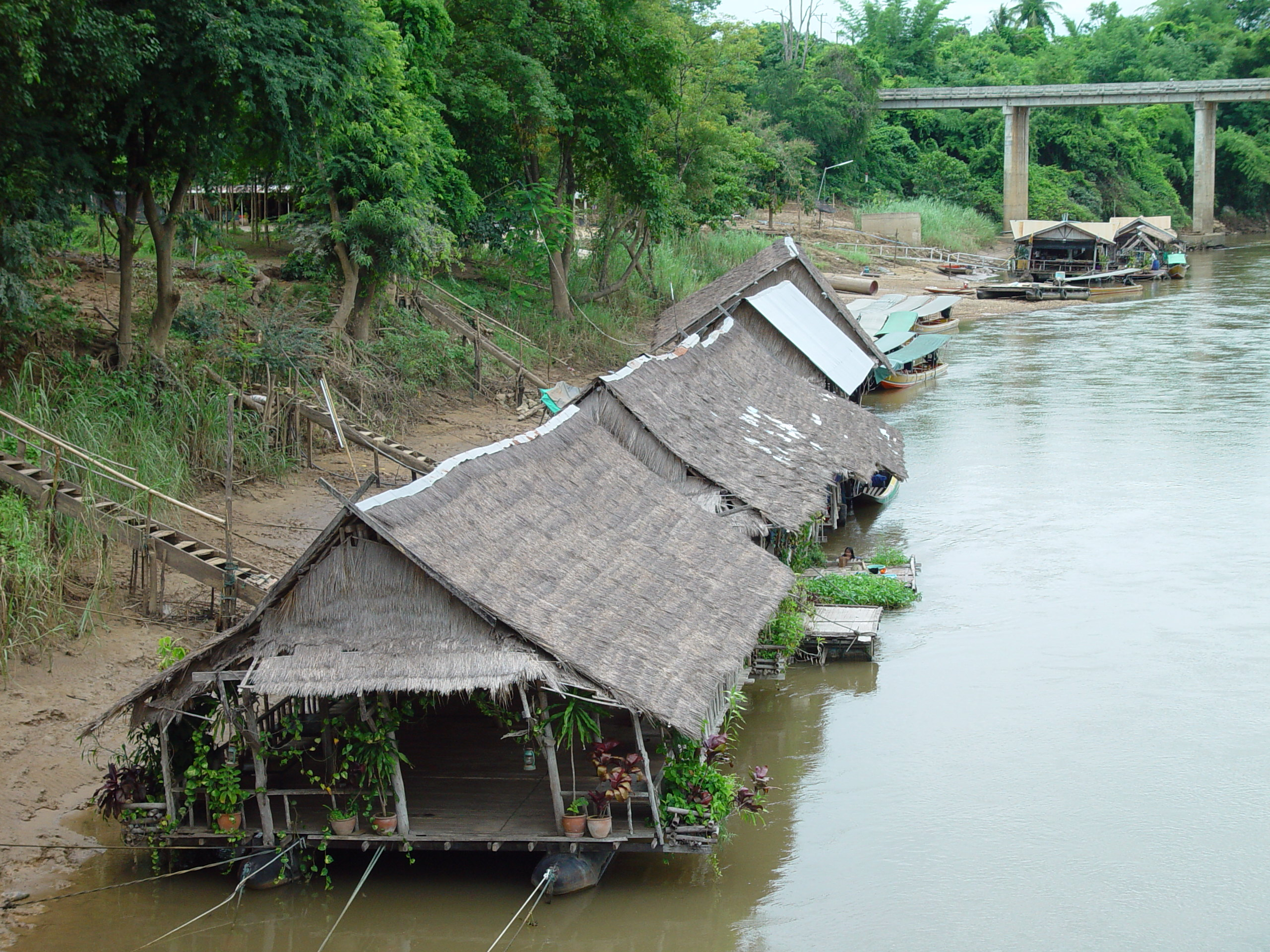
Типовий будинок на річці Квай
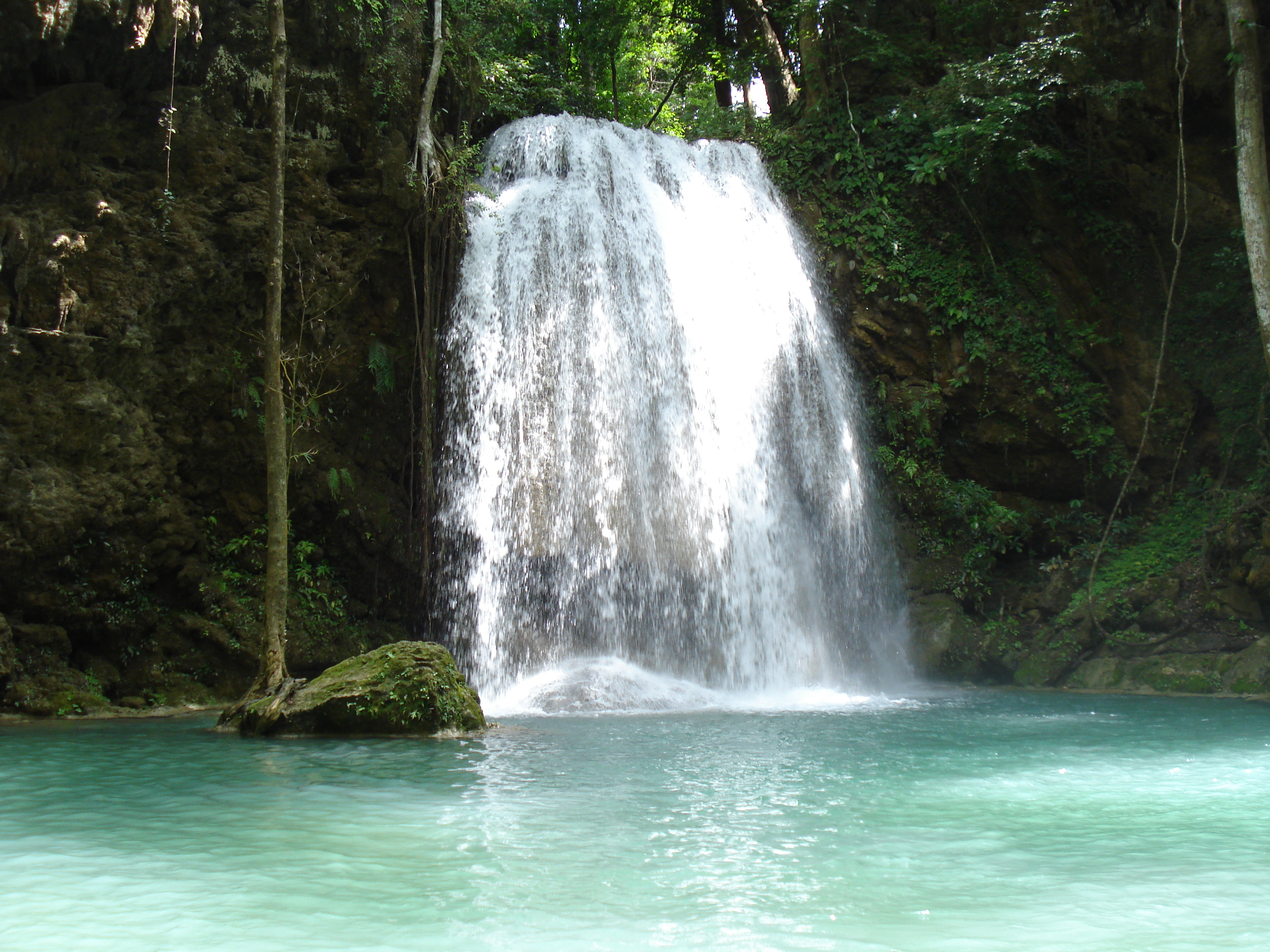
Водоспад на річці Квай
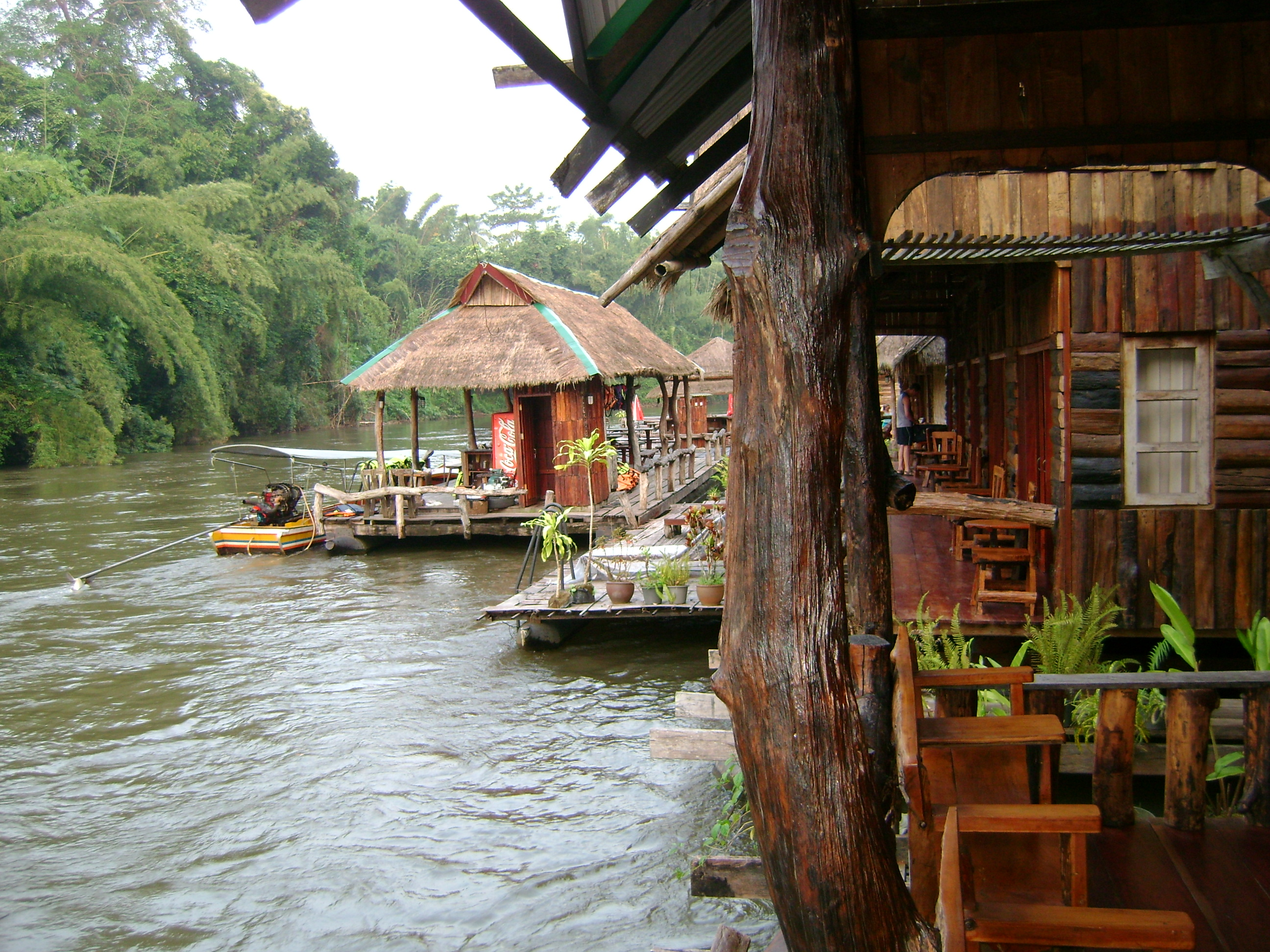
Готель на річці Квай